# 接吻隆背海鯰
接吻隆背海鯰為輻鰭魚綱鯰形目海鯰科的其中一種，分布於中美洲哥斯大黎加及巴拿馬太平洋岸海域，體長可達28公分，棲息在沿海、河口區，可作為食用魚。

## 擴展閱讀
維基物種上的相關：接吻隆背海鯰